# 贾伯涛
贾伯涛（1902年—1978年7月12日），湖北大冶县人。中国近代政治人物。
毕业于黄埔军校第一期。后参加北伐战争。抗日战争期间，担任西北战干团副教育长，1942年1月任闽浙赣三省边区绥靖指挥部指挥官。1943年8月授陆军少将。1946年，任武汉行辕政务处中将处长，华中剿总政务委员会办公厅秘书长。1949年辞职，同年9月在香港通电投共。1978年7月12日，病逝于美国纽约，骨灰安放北京八宝山。